# 下諏訪町立下諏訪社中学校
下諏訪町立下諏訪社中学校（しもすわちょうりつしもすわやしろちゅうがっこう）、長野県諏訪郡下諏訪町社にある公立中学校である。
「やさしさ、かしこさ、強さを求め、自ら動こうとする生徒」を学校目標として掲げている。

## 概要
地域の人々とのかかわりやふれあいを大切にしており、地区奉仕活動(ゴミ拾い活動等)を行っている。また「ふれあい教室」を設置し、地域の人々が授業の様子などを見学することができる。
総合的な学習の時間「社の時間」を通じ、全学年一斉での宇宙学習・諏訪についての学習・ 高齢者との交流学習・養護学校の生徒との交流学習・国際交流学習など様々な学習を選択し、同校文化祭までを目標にしている。又、「社の時間」以外にも各学年一斉で学習する「絆の時間」を設けており、学年ごと協力して各テーマに打ち込む学習をしている。
校歌作詞は大岡信・作曲は一柳慧による。25周年を迎えた2006年度（平成18年度）に諏訪交響楽団理事長の保坂俊正が合唱曲に編曲した。

## 所在地
〒393-0091　長野県諏訪郡下諏訪町社7173（東経138度04分53秒・北緯36度05分04秒・海抜874.4m）

## 交通
- 中央本線 下諏訪駅 北へ約2.5km

## 出身者
- Gendy（タレント、歌手）